# Skagerrak
 For alternative betydninger, se Skagerrak (flertydig). (Se også artikler, som begynder med Skagerrak)
Skagerrak er navnet på den del af Nordsøen, som ligger mellem Jylland, svenske Bohuslän og det sydlige Norge. Skagerrak har gennem Kattegat og sundene Øresund, Storebælt og Lillebælt forbindelse med Østersøen.
Skagerrak er afgrænset mod vest af linjen Hanstholm (Danmark) – Lindesnes (Norge) og mod syd af linjen Grenen (Danmark) – Paternosterskären (Sverige, nord for Marstrand).

## Oprindelsen til navnet
Forleddet er en dannelse til et naturnavn, som senere har givet navn til købstaden Skagen,  der betyder 'spids terrænformation'. Efterleddet er det hollandske ord rak, der betyder 'lige farvand'. Navnets betydning er således "Det lige farvand ved Skagen".